# Herdmania pallida
Herdmania pallida is een zakpijpensoort uit de familie van de Pyuridae. De wetenschappelijke naam van de soort is voor het eerst geldig gepubliceerd in 1878 door Heller.